# Rosa arkansana
|  | Dieser Artikel wurde aufgrund von formalen oder inhaltlichen Mängeln in der Qualitätssicherung Biologie im Abschnitt „Pflanzen“ zur Verbesserung eingetragen. Dies geschieht, um die Qualität der Biologie-Artikel auf ein akzeptables Niveau zu bringen. Bitte hilf mit, diesen Artikel zu verbessern! Artikel, die nicht signifikant verbessert werden, können gegebenenfalls gelöscht werden. Lies dazu auch die näheren Informationen in den Mindestanforderungen an Biologie-Artikel. |

Rosa arkansana, auch Prärie-Rose genannt, ist eine Pflanzenart aus der Gattung Rosen (Rosa) innerhalb der Familie der Rosengewächse (Rosaceae). Rosa arkansana ist die Staatsblume der Bundesstaaten Nord-Dakota und Iowa.

## Beschreibung
Rosa arkansana bildet je nach Standort einen kompakten Strauch mit Wuchshöhen von etwa 45 Zentimetern, in milden Regionen bis 1,20 Metern. Die stark bewehrten Zweige besitzen eine rotbraune Rinde. Die unpaarig gefiederten Laubblätter sind 2 bis 5 cm lang und bestehen aus fünf bis neun ovalen Fiederblättchen. Die zwittrigen, radiärsymmetrischen, rosafarbenen Blüten weisen einen Durchmesser von 2,5 bis 5 cm auf. Die Blütezeit reicht von Mai bis August. Ab Ende August trägt Rosa arkansana rundliche, rote Hagebutten, die einen Durchmesser von 12 bis 15 Millimetern aufweisen.
Die Chromosomenzahl beträgt 2n = 28.

## Vorkommen
Das ursprüngliche Verbreitungsgebiet von Rosa arkansana reicht in Nordamerika von New Mexico bis in die nördlichen Regionen von Kanada. Diese sehr robuste Wildrose ist winterhart bis −35 °C (USDA-Zone 4).

## Systematik
Rosa arkansana wurde 1874 von Thomas Conrad Porter am Fluss Arkansas in Colorado gefunden und erstmals wissenschaftlich beschrieben.
Die weiträumige Verbreitung von Rosa arkansana und ihre genetische Variabilität führte zu zahlreichen Synonymen.
Von Rosa arkansana sind zwei Varietäten anerkannt:
- Rosa arkansana Porter var. arkansana (Syn.: Rosa blanda var. arkansana (Porter) Best, Rosa lunellii Greene, Rosa rydbergii Greene)
- Rosa arkansana var. suffulta (Greene) Cockerell (Syn.: Rosa alcea Greene, Rosa conjuncta Rydb., Rosa pratincola Greene, Rosa suffulta Greene, Rosa suffulta var. relicta (Erlanson) Deam)

## Verwendung
Rosa arkansana wurde von dem ungarischen Rosen-Züchter Rudolf Geschwind Ende des 19. Jahrhunderts neben Rosa blanda, Rosa acicularis und anderen Wildrosen verwendet, um eine Gruppe robuster und besonders winterharter „Nordlandrosen“ zu züchten. Bei der Kultivierung von Rosa arkansana ist darauf zu achten, dass sie sich über Ausläufer stark ausbreitet.